# Nicolas Barbieri
Nicolas Barbieri (Modena, 20 settembre 1998) è un hockeista su pista italiano, difensore del Bassano.

## Carriera
Figlio dell'allenatore di hockey Massimo Barbieri, è cresciuto sportivamente nelle file dell'UVP Modena, sodalizio rotellistico della sua provincia di origine. Nel 2015 fu convocato in nazionale in previsione dei campionati mondiali disputati a La Roche-sur-Yon.
A livello di club ha militato anche nel Correggio (con cui si è aggiudicato un torneo cadetto e successivamente ha debuttato nella massima categoria), nel Bassano e nell'Amatori Lodi.

## Palmarès

### Club

#### Competizioni nazionali
- Campionato italiano di serie B/A2: 1

Correggio: 2015-2016